# Međužupanijska nogometna liga Slavonski Brod – Požega
Međužupanijska nogometna liga Slavonski Brod – Požega peti je stupanj nogometnih natjecanja u Hrvatskoj te u njoj nastupaju klubovi s područja Brodsko-posavske županije i Požeško-slavonske županije. U ovoj ligi prvoplasirani klub prelazi u viši rang – 3. NL – Istok, dok posljednji ispada u 1. ŽNL Požeško-slavonsku ili 1. ŽNL Brodsko-posavsku, ovisno kojem ŽNS klub pripada.

## Povijest
Izvršni odbori ŽNS Požeško-slavonske županije i Brodsko-posavske županije donijeli su odluku da će prva sezona MŽNL Slavonski Brod – Požega imati 14 klubova i to 8 iz Brodsko-posavske županije te 6 iz Požeško-slavonske županije. Iz Brodsko-posavske županije to su: Željezničar Slavonski Brod, Mladost Sibinj, Slavonac Bukovlje, Tomislav Donji Andrijevci, Sikirevci, Zadrugar Oprisavci, Svačić Stari Slatinik i Omladinac Gornja Vrba te iz Požeško-slavonske županije: Hajduk Pakrac, Kaptol, Lipik 1925, Požega, Jakšić i Tim osvježenje Kuzmica.

## Dosadašnji pobjednici
| Sezona    | Rang | Prvak                    |
| --------- | ---- | ------------------------ |
| 2019./20. | 4.   | Slavonac Bukovlje        |
| 2020./21. | 4.   | Omladinac Gornja Vrba    |
| 2021./22. | 4.   | Svačić Stari Slatinik    |
| 2022./23. | 5.   | Zadrugar Oprisavci       |
| 2023./24. | 5.   | Vinogorac Slavonski Brod |

## Unutrašnje poveznice
- 3. HNL – Istok
- 1. ŽNL Brodsko-posavska
- 1. ŽNL Požeško-slavonska
- MŽNL Osijek – Vinkovci